# Estadio Mika
El Estadio Mika  (en armenio: Միկա Մարզադաշտ)  es un estadio de fútbol de Ereván, Armenia, construido entre 2006-2007 e inaugurado en 2008. Tiene una capacidad de 7.250 asientos y es la sede del FC Mika.

## Historia
La construcción del estadio comenzó en 2006 en el emplazamiento del antiguo estadio de Araks. Se terminó en 2008 y acogió el primer partido de la historia el 22 de mayo del mismo año entre las selecciones nacionales sub-19 de España y Ucrania. El partido terminó con una victoria de los españoles por 3-1. El primer gol de la historia en el Estadio Mika lo marcó el jugador ucraniano sub-19 Andriy Yarmolenko de penalti en el minuto 18 del partido.

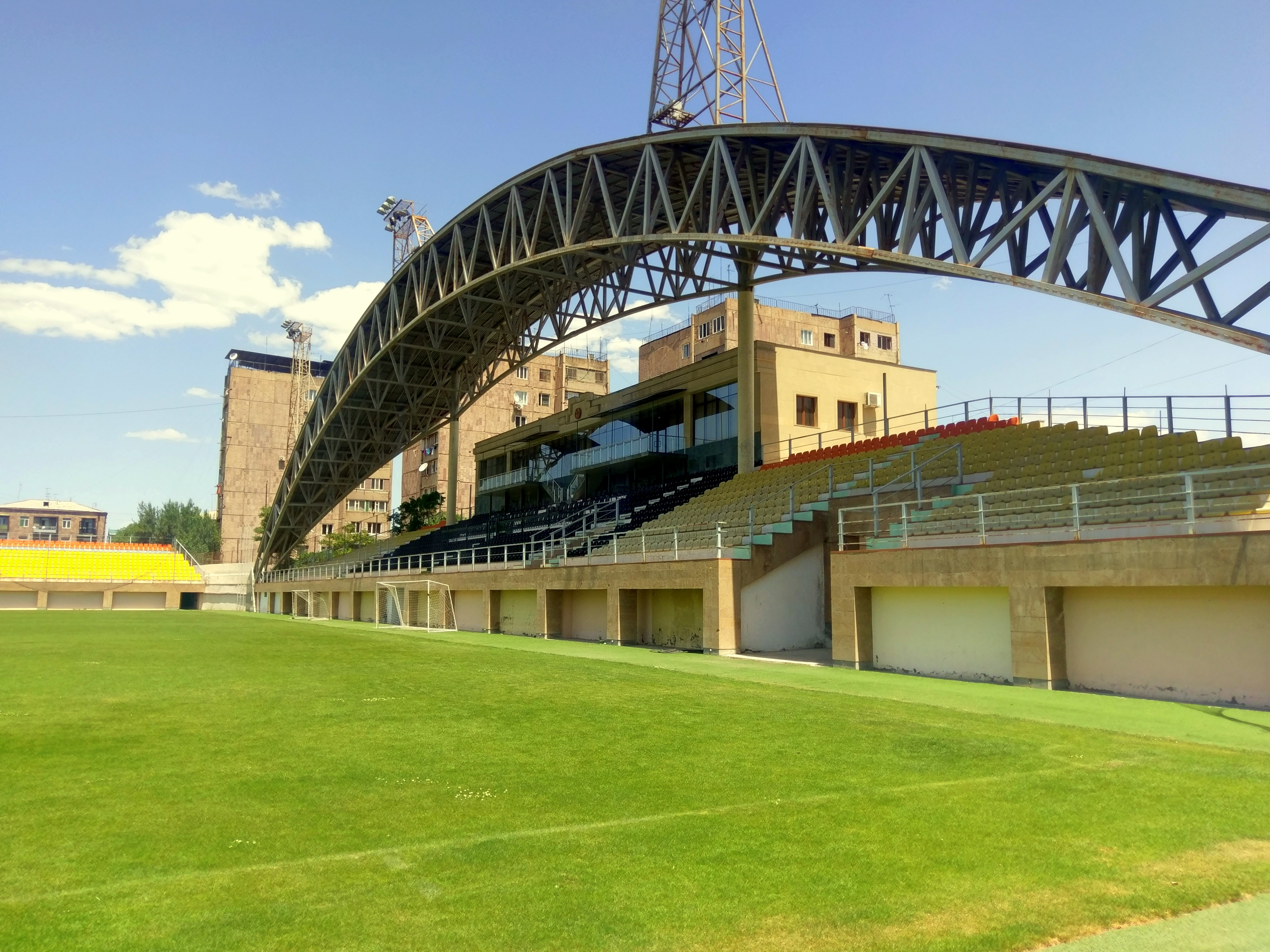
Otra vista del estadio

El FC Mika jugó su primer partido en el estadio el 8 de junio de 2008 contra el Kilikia FC. El Mika ganó el partido por 1-0 y Stepan Hakobyan se convirtió en el primer goleador del club en su nuevo estadio, al marcar el gol de la victoria en el minuto 81 del partido.
El 5 de noviembre de 2011 se inauguró el Museo del FC Mika dentro del complejo.
El 28 de agosto de 2014, debido a las deudas acumuladas por los propietarios, la propiedad del estadio fue transferida al Gobierno de Armenia por 9.045 millones de AMD (22 millones de dólares).
El estadio forma parte del Complejo Republicano Centro para el Desarrollo del Deporte, gestionado por el Ministerio de Deportes y Juventud de Armenia, que incluye el Mika Sports Arena, un gimnasio cubierto, una escuela de artes marciales, una sala de tenis de mesa, campos de minifútbol con césped artificial y natural, así como muchas otras instalaciones.